# Elizabeth Ferrars
Elizabeth Ferrars, född 7 september 1907 i Rangoon, död 30 mars 1995 i Blewbury, Oxfordshire, var en brittisk författare.
Elizabeth Ferrars gjorde sig känd som författare av detektivberättelser, kännetecknade av kultiverad och humoristisk stil, träffande miljöskildring och fyndighet i fråga om intrig, ägnad att skapa spänning. Hon utgav bland annat Give a Corpse a Bad Name (1940, svensk översättning Död mans rykte, 1942), Death in Botanist's Bay (1941, svensk översättning Död bland blommor, 1943), Don't Monkey with Murder (1942, svensk översättning Blandat blod, 1945), Your Neck in a Noose (1942, svensk översättning Med snaran om halsen, 1944) och Cheat the Hangman (1946).